# Mutualismo (economia)
Il mutualismo è una teoria economica e una scuola di pensiero anarchica, inizialmente definita da Pierre-Joseph Proudhon, che idealizzò una società egualitaria in cui i prezzi, sul libero mercato, corrispondessero alfine alla quantità di lavoro necessaria per l'ottenimento della merce stessa. Il mutualismo è dottrina affine ma differente dalla cooperazione.

## Teoria
Parte del progetto è l'istituzione di una banca di credito che concede prestiti ai produttori a tassi di interesse sufficienti a coprire appena le spese di amministrazione. Il mutualismo si basa su una teoria economica che stabilisce l'obbligo di ricevere, in cambio della vendita di lavoro o di un prodotto del proprio lavoro, l'esatto ammontare del valore venduto in beni o servizi (ricevere meno dell'esatto dovuto è considerato uno sfruttamento, ricevere di più un'usurpazione).
I mutualisti credono che se lo stato non intervenisse, le leggi economiche assicurerebbero agli individui l'ottenimento di proventi esattamente proporzionati alla quantità di lavoro offerta. Altresì i mutualisti si oppongono alle pratiche di prestito, investimento ed affitto, dal momento che non le ritengono attività lavorative ma puramente lucrative, destinate a scomparire dal mercato qualora lo stato cessasse di intervenirvi.
Nonostante Proudhon s'opponesse a questo genere di guadagni, disse: "non ho mai inteso vietare o sopprimere, tramite decreti oppressivi, affitti e tassi d'interesse. Credo che tutte queste forme di attività umana dovrebbero rimanere libere e praticabili per tutti".
Nella misura in cui assicurino ai lavoratori il diritto di ottenere il pieno ricompenso del proprio lavoro, i mutualisti sostengono l'economia di mercato e il possesso. 
Il mutualismo di Proudhon, inoltre, tollera le cooperative e le associazioni solamente qualora non sia possibile per il pubblico affidarsi ad industrie private, preferendo perciò una società di imprenditori individuali.
Sebbene il mutualismo di Proudhon sia simile alle dottrine economiche degli anarchici individualisti americani del XIX secolo, a differenza di loro i mutualisti sono favorevoli alle associazioni di grandi industrie. Proprio per questo, alcuni ritengono che il mutualismo sia situato tra l'individualismo e il collettivismo. Lo stesso Proudhon descrisse la libertà che perseguiva come la sintesi tra il comunismo e la proprietà.
I mutualisti, seguendo Proudhon, si consideravano originariamente liberal-socialisti. Tuttavia, ben presto i mutualisti si sono separati dal socialismo statale, dal momento che non mirano al controllo sociale dei mezzi di produzione. Benjamin Tucker disse di Proudhon che "nonostante si opponesse alla statalizzazione del capitale, cercava di socializzare i suoi effetti rendendo beneficio a tutti anziché impoverendo i molti per arricchire i pochi."
Anche dal punto di vista politico il mutualismo non si limita all'anarchismo o alle idee di Proudhon, ma entro quella tradizione anche altri, quali Kropotkin, ne hanno scritto.

## Storia
Il termine "mutualismo" ha visto una grande varietà di usi. Charles Fourier usò per primo il termine francese mutualisme nel 1822, nonostante non facesse riferimento ad un sistema economico. Il primo uso del termine "mutualismo" fu nella New-Harmony Gazette di Owenite nel 1826. Nei primi anni trenta dell'Ottocento, infine, un'organizzazione lavorativa a Lione, si definì mutualista in What is Mutualism?.
Pierre-Joseph Proudhon ebbe contatti con i mutualisti di Lione e successivamente adottò il termine per descrivere le proprie teorie.

## Concezioni mutualiste del capitalismo

### Il principio del costo
I mutualisti asseriscono che la maggior parte dei problemi originati dal capitalismo sono dovuti alla violazione del principio del costo, inteso come ragionevole limite del prezzo, come Josiah Warren lo definì. Questo principio deve la sua origine ad Adam Smith nel 1776 e alla sua teoria del valore lavorativo, la quale afferma che il prezzo esatto e ragionevole di qualsiasi cosa è l'esatto corrispondente della quantità di lavoro necessaria a produrla.  Proudhon e Warren, lavorando indipendentemente ed accettando entrambi questo assioma, giungono alla conclusione che lucrare sul prezzo (concetto basilare della logica capitalistica) non è etico e morale.
Secondo Warren il costo di produzione deve essere il limite del prezzo e chiunque venda beni dovrebbe chiedere non più di quanto egli stesso ha speso per produrlo. Proudhon da parte sua afferma che "il valore reale dei prodotti è determinato dal tempo lavorativo e che tutti i tipi di lavoro dovrebbero essere considerati alla pari", invocando perciò l'uguaglianza di salari e stipendi.
In termini di impiego, quindi, un lavoratore non deve essere pagato meno di quanto effettivamente produce.

### Proprietà
Pierre-Joseph Proudhon fu uno dei più famosi filosofi ad essersi applicato al tema della proprietà, ed è celebre per aver affermato che "la proprietà è un furto", anche se è conosciuto meno per aver altresì detto "la proprietà è insostenibile" e la "proprietà è libertà". Secondo Colin Ward, Proudhon non vide la contraddizione tra queste asserzioni. Ciò accadde perché Proudhon distinse tra ciò che considerava due distinte forma di proprietà spesso unite sotto un'unica etichettatura. Per il mutualista c'è grande differenza tra la proprietà creata grazie alla forza e quella ottenuta grazie al lavoro. La prima deriva dalla conquista e dallo sfruttamento e può essere mantenuta solo tramite lo stato, le leggi e le forze armate. La seconda è la proprietà dei lavoratori quali i contadini o gli artigiani, che hanno diritto a una casa, a coltivare terra, a possedere strumenti per commerciare.
Proudhon affermò che la proprietà degli strumenti di lavoro è essenziale per la libertà, mentre la proprietà che non implica l'uso e la fruizione (per esempio una proprietà data in affitto) da parte del proprietario è causa di tirannia e può potenzialmente condurre la società all'autodistruzione.

## Economia mutualista
I maggiori pilastri del mutualismo sono le libere associazioni, il mutuo credito, i contratti e il gradualismo. Generalmente il mutualismo è descritto sinteticamente come "libero mercato non capitalistico".
Mutualisti contemporanei, quali Kevin Carson, sostengono che il capitalismo è stato fondato su "un atto di rapina di massa, simile al feudalesimo" e affermano che il capitalismo non potrebbe esistere senza una struttura statale.

### Libere associazioni
I mutualisti sostengono che l'associazione è necessaria dove sia presente una combinazione organica di forze. Per esempio, un'operazione che richiede specializzazioni e molti lavoratori che assolvono a compiti differenti. In questa situazione, ogni lavoratore è dipendente dai suoi colleghi e senza un'associazione sarebbero costretti a istituire una gerarchia di comando e di subordinazione.
Un'operazione che può essere eseguita da un individuo senza l'aiuto di lavoratori specializzati non richiede alcun tipo di associazione. 
Proudhon disse:
Come fa notare Robert Graham "il socialismo di mercato ideato da Proudhon è strettamente legato alle idee di democrazia industriale ed autogestione dei lavoratori".

### Mutuo credito
I mutualisti credono che il popolo dovrebbe istituire dei sistemi bancari di credito libero. Le banche essenzialmente creano ricchezza da depositi che non appartengono a loro, lucrando con tassi di interesse sulla differenza. I mutualisti mirano perciò alla realizzazione di banche che concedano liberamente credito, favorendo così gli interessi dei partecipanti, piuttosto che dei banchieri.

### Contratti e federazioni
Secondo il mutualismo i produttori dovrebbero scambiare i propri beni usando sistemi di contratto. Mentre le definizioni originarie di Proudhon del costo e dell'effettivo valore di un bene erano basate su assiomi circa la relazione tra lavoro e tempo, in seguito egli aggiunse altri fattori capaci di influenzare un prezzo, quali l'intensità del lavoro e la natura del lavoro preso in considerazione. Inoltre allargò le proprie definizioni di contratto in nozioni di federazione.